# Тијана Продановић
Тијана Продановић (1978, Нови Сад) српска је астрофизичарка, универзитетска професорка и научна комуникаторка позната под називом Dr Cosmic Ray. 

## Биографија
У Новом Сад је завршила Гимназију „Јован Јовановић Змај” и Нижу музичку школу, смер виолина. Дипломирала је астрофизику на Математичком факултету Универзитета у Београду 2001, магистрирала је 2003. и докторирала нуклеарну и честичну астрофизику 2006. на Универзитету Илиноисa у Урбана-Шампејну. Завршила је мастер клас из научне комуникације у оквиру пројекта FameLab. Радила је као асистент у настави и на пројекту у Универзитету Илиноисa у Урбана-Шампејну 2001—2006. где је два пута била проглашена за изванредног наставника, као ванредни професор на Департману за физику на Природно-математичком факултету Универзитета у Новом Саду од 2006, као доцент од 2007. и као редовни професор 2017—2021. и као ванредни професор на Математичком факултету Универзитета у Београду на Катедри за астрономију од 2021. године. 
У оквиру научног рада се бави синтезом лаких елемента раног свемира, космичким и гама зрачењем. Осим научног рада, од свог повратка у Србију се највише ангажује око популаризације науке у облику бројих предавања из астрономије на другим Универзитетима и институцијама у земљи, по средњим школама у оквиру активности астрономског друштва. Добитница је награде за курсеве одржане на Универзитету Илиноиса у Урбана-Шампејну 2005. и 2006. године, награда у оквиру награде др Зоран Ђинђић покрајинског секретаријата за науку 2006, освојила је прво место на националном и друго на међународном нивоу на такмичењу FameLab 2008. из области комуникације науке.
Била је председница научног одбора Астрономског друштва Нови Сад од 2008. до 2018, координаторка Ноћи истраживача у Новом Саду од 2011. и програмски директор Фестивала науке и образовања до 2015. године.

## Дела
- FUSE Deuterium Observations: A Strong Case For Galactic Infall
- Cosmological Cosmic Rays: Sharpening the Primordial Lithium Problem
- Diffuse Gamma Rays from the Galactic Plane: Probing the "GeV Excess" and Identifying the "TeV Excess"
- Can Galactic Cosmic Rays Account for Solar Lithium-6 Without Overproducing Gamma Rays?
- Lithium-6 and Gamma Rays: Complementary Constraints on Cosmic-Ray History
- Structure Formation Cosmic Rays: Identifying Observational Constraints
- Lithium-6 and Gamma Rays: Constraints on Primordial Lithium, Cosmic Rays and Cosmic Star Formation
- Probing Primordial and Pre-Galactic Lithium with High-Velocity Clouds
- The Pionic Contribution to Diffuse Gamma Rays: Upper Limits
- On Non-Primordial Deuterium Production by Accelerated Particles